# Gordon Wiles
Gordon Warren Wiles (* 10. Oktober 1904 in Jerseyville, Illinois; † 17. Oktober 1950 in Los Angeles, Kalifornien) war ein US-amerikanischer Filmregisseur, Artdirector und Szenenbildner, der bei der Oscarverleihung 1932 den Oscar für das beste Szenenbild erhielt.

## Biografie
Wiles begann Anfang der 1930er Jahre als Artdirector und Szenenbildner in der Filmwirtschaft Hollywoods und wurde gleich für sein Debüt Transatlantic (1931) bei der Oscarverleihung 1932 mit dem Oscar für das beste Szenenbild ausgezeichnet. Während seiner Laufbahn war er bis zu seinem Tode für die Szenenbilder von 17 Filmen verantwortlich, darunter auch für das Kriegsfilmdrama Commandos Strike at Dawn.
Mitte der 1930er Jahre wurde er außerdem als Regisseur tätig und drehte insgesamt elf Filme wie seinen Debütfilm Rosa de Francia (1935) mit Rosita Díaz Gimeno, Charlie Chans Geheimnis (1936) mit Warner Oland als Charlie Chan, Mr. Boggs Steps Out (1938) mit Stuart Erwin und Helen Chandler, Prison Train (1938) mit Fred Keating und Linda Winters sowie The Gangster (1947) mit Barry Sullivan und Belita.

## Filmografie (Auswahl)
Künstlerische Leitung
- 1931: Transatlantic
- 1933: Die Schule der Liebe (My Weakness)
- 1934: Alles Schwindel! (Bottoms Up)
- 1934: Wir senden Sonne (Stand Up and Cheer!)
- 1941: Der Drache wider Willen (The Reluctant Dragon)
- 1948: Abenteuer im Wilden Westen (The Dude Goes West)
- 1950: Der Gangsterboß von Rocket City (The Underworld Story)

Production Design
- 1942: Der Besessene von Tahiti (The Moon and Sixpence)
- 1942: Commandos Strike at Dawn
- 1946: Ein eleganter Gauner (A Scandal in Paris)
- 1947: Die Privataffären des Bel Ami (The Private Affairs of Bel Ami)
- 1949: Gefängnis ohne Gitter (Bad Boy)
- 1949: Bomba und der schwarze Panther (Bomba on Panther Island)
- 1950: Gefährliche Leidenschaft (Gun Crazy)
- 1950: Geheimagent in Wildwest (Dakota Lil)

Regie
- 1936: Charlie Chans Geheimnis (Charlie Chan's Secret)